# Pyramid Lake (Nevada)
Pyramid Lake är en 487 m² stor insjö i Washoe County i Nevada i USA. Den får sitt vatten från Tahoesjön via Truckee River och saknar utlopp. Sjön omges av ett reservat, som befolkas av två Paiute-stammar, och har fått sitt namn efter ön Pyramid Island.

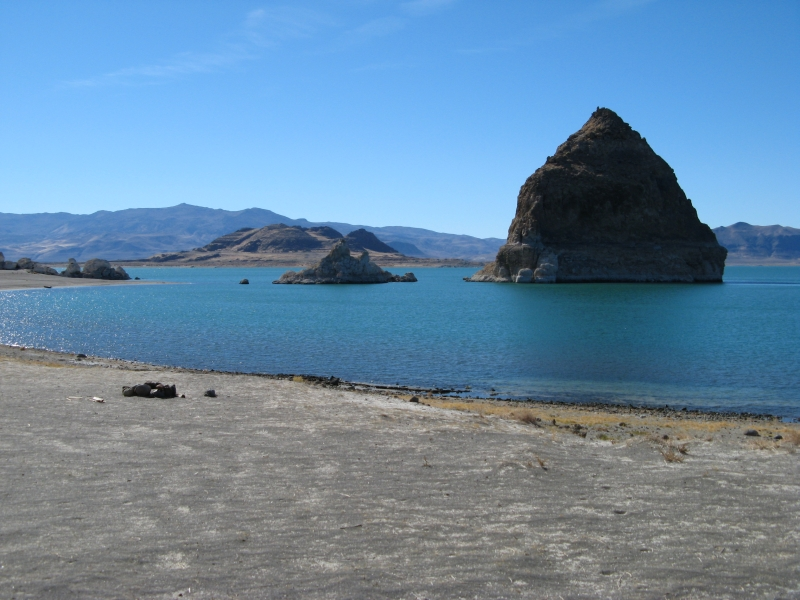
Pyramid Island.

Kvivi (Chasmistes cujus) är endemisk i Pyramid Lake och har tidigare varit en viktig föda för urbefolkningen, men efter ett dammbygge år 1905 har den minskat kraftigt i antal och används inte längre som föda. Oncorhynchus clarkii henshawi, en underart till strupsnittsöring, som tidigare ansetts utdöd har återintroducerats. Den och Kvivin föds upp i fiskodlingar i sjön.